# Степановська сільська рада (Оренбурзький район)
Степа́новська сільська рада (рос. Степановский сельский совет) — сільське поселення у складі Оренбурзького району Оренбурзької області Росії.
Адміністративний центр — хутір Степановський.

## Населення
Населення — 2355 осіб (2019; 1796 в 2010, 1709 у 2002).

## Склад
До складу сільської ради входять:
| Населений пункт                   | Населення, осіб (2002) | Населення, осіб (2010) |
| --------------------------------- | ---------------------- | ---------------------- |
| 1506 км, селище                   | 50                     | 46                     |
| Комсомольське Лісничество, селище | 16                     | 15                     |
| Степановський, хутір              | 1643                   | 1735                   |